# Hệ thống đa pha

Một chu kỳ điện áp của hệ thống ba pha

Trong phân phối điện Hệ thống đa pha hay hệ thống nhiều pha là hệ thống điện xoay chiều truyền năng lượng điện từ nguồn phát đến nơi tiêu thụ thông qua hệ thống có ba hoặc nhiều dây dẫn điện, trên đó có dòng điện xoay chiều với góc pha xác định giữa các sóng điện áp trong mỗi dây dẫn.
Hệ thống điện phổ biến hiện nay là điện ba pha, có góc pha là 120 ° hoặc ~ 2.09 radian. Hệ thống đa pha đặc biệt hữu ích để truyền công suất tới động cơ điện dựa vào dòng điện xoay chiều để tạo moment quay. Ví dụ phổ biến nhất là hệ thống điện ba pha được sử dụng cho các ứng dụng công nghiệp và truyền tải điện. So với hệ thống một pha hai dây, hệ thống ba dây ba pha truyền năng lượng gấp ba lần cho cùng một kích cỡ dây dẫn và điện áp.
Các hệ thống có nhiều hơn ba pha thường được sử dụng cho hệ thống chỉnh lưu và chuyển đổi nguồn, và đã được nghiên cứu để phục vụ truyền tải điện.

## Số lượng pha
Trong thời kỳ đầu của điện năng thương mại, một số mạng đã sử dụng hệ thống bốn dây hai pha để vận hành động cơ. Ưu điểm chính của hệ này là cấu hình cuộn dây giống như đối với động cơ khởi động tụ điện một pha. Việc sử dụng hệ thống bốn dây, tạo khái niệm các pha là độc lập và dễ dàng phân tích bằng các công cụ toán học có sẵn tại thời điểm đó.
Hệ thống hai pha cũng có thể được thực hiện bằng cách sử dụng ba dây, gồm hai dây"nóng"và một trung tính chung. Tuy nhiên điều này dẫn đến sự bất đối xứng, và sụt giảm điện áp ở trung tính làm cho các pha không cách nhau chính xác 90 độ.
Ngay sau đó hệ thống hai pha đã được thay thế bằng hệ thống ba pha. Các nhu cầu 2 pha được đáp ứng bằng cách sử dụng máy biến áp Scott chuyển đổi từ điện 3 pha sang 2 pha (90°). Hệ thống hai pha nhanh chóng trở thành lỗi thời và không còn sử dụng.